# Dendrolycosa
Dendrolycosa là một chi nhện trong họ Pisauridae.